# Glodurile
Glodurile – wieś w Rumunii, w okręgu Buzău, w gminie Costești. W 2011 roku liczyła 49 mieszkańców.